# 澪標

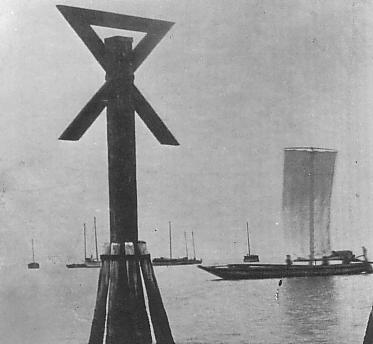
大阪・木津川河口の澪標

澪標（水尾つ串、水脈つ串、みおつくし、みをつくし、みおづくし、みおじるし）は、航路を示す日本の標識。

## 概要

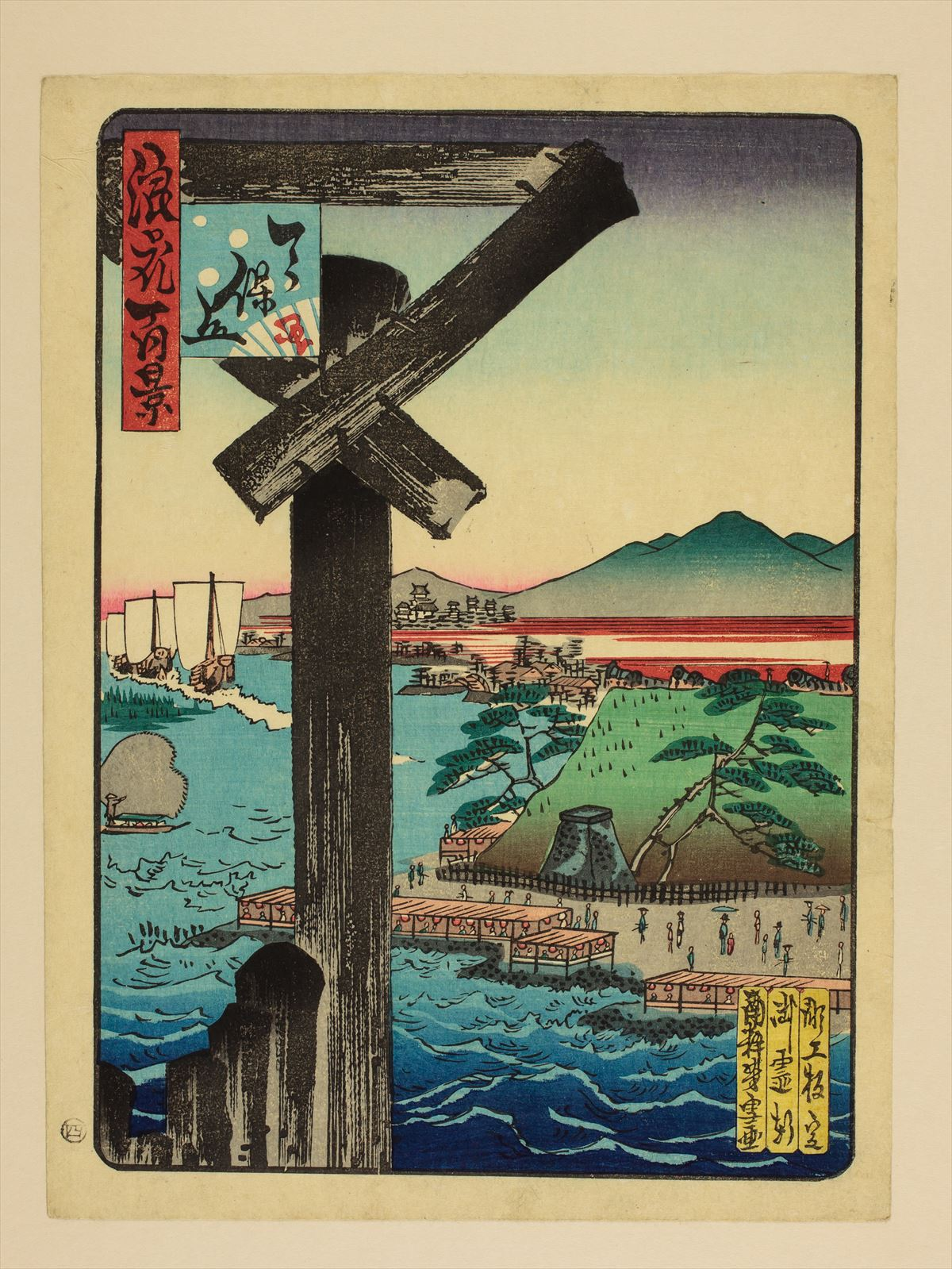
南粋亭芳雪『浪花百景』「天保山」中の澪標（1800年代）。

澪標は川の河口などに港が開かれている場合、土砂の堆積により浅くて舟（船）の航行が不可能な場所が多く座礁の危険性があるため、比較的水深が深く航行可能な場所である澪との境界に並べて設置され、航路を示した。語源は「水脈之杭（みおのくし）」であると言われている。同義語に澪木（みおぎ）・水尾坊木（みおぼうぎ）などがある。古語は「ほんぎ」で、土砂が堆積する三角洲の河口付近に設置され、満潮時には行き交う舟の運行指標となった。
澪標は古くより「水の都（水都）」と謳われていた大阪（難波宮、難波・浪速・大坂）との関連性が強く、その意匠は明治24年（1891年）に大阪市の市章等として採用されている。
かつて関東でも上方の難波に倣い、小間物町の野地豊前が洲崎に水路標を設置し、満潮時の可航水路を漁師に示した。江戸時代初期の三浦浄心『見聞集』によれば、天正19年（1591年）に設置されたこの澪標は、隅田河口を運行する漁師に喜ばれたことから、野地の名をとり「野地ほんぎ」と通称されたという。
また、和歌では「身を尽くし」との掛詞で用いられる事もあり、平安時代に詠まれた元良親王の「わびぬれば 今はたおなじ 難波なる みをつくしても 逢はむとぞ思ふ（小倉百人一首20番）」などが代表的である。

## シンボルマーク
以下の団体で章として使われている。

大阪市章

- 大阪市 - 市章・市旗。市章は1894年（明治27年）制定[1]。
  - 大阪市消防局 - 局章。盾のなかに澪標がかかれたもの。1948年（昭和23年）制定。
  - 大阪市交通局（2018年廃止） - 局章。上部に澪標を配置して「大阪市」を表し、下部に「電」の字をデフォルメした字を配置して「電気局」を表していた（旧・大阪市電気局）。職員制帽の帽章や制服のネクタイにも澪標が描かれていた。
    - 大阪市営地下鉄（現・大阪市高速電気軌道） - 地下鉄は局章とは別にシンボルマーク（）があったが、車体側面には局章プレートも取付けられていた。
    - 大阪市営バス （現・大阪シティバス）- 市バスは市章をそのまま使用していた。

  - 大阪市立大学 - 校章（学章）。商神マーキュリーの羽翼と澪標と「大学」の二文字を組み合わせたもの。
  - 大阪市会 - 市議章。円の中に澪標を三つ組み合わせたものを図案化したもの。三つ葉のクローバーのように描かれている。
- 大阪市高速電気軌道 （Osaka Metro）- 社章。大阪市交通局章を継承[3]。
- 高槻市 - 市章・市旗。大阪市と京都市の中間に位置することを示すため、両市の市章を組み合わせたデザインとなっている。
- 泉佐野市 - 市章・市旗。澪標を扇形にアレンジする形でデザインしている。
- 京阪電気鉄道 - 社章。大阪市章の澪標を6つ円形に配置して「京」の形を表現し、合わせて「京阪」をシンボライズしたもの。系列会社の新京阪鉄道（現・阪急京都本線の原型）も大阪市章の澪標と京都市章を組み合わせ「京阪」をシンボライズした社章を使用していた。
- 阪急電鉄 - 旧社章。旧・阪神急行電鉄の社章は、大阪市章の澪標と神戸市章を組み合わせ「阪神」をシンボライズしたものを丸で囲んだものであったが、戦時中に京阪電気鉄道と合併して京阪神急行電鉄が発足した際に、6つの角をもつ円形（「京」の形を表現）を組み合わせ、「京阪神」を表したものが、その後の阪急電鉄への改称後も1992年まで使用され続けた。
  - 阪急バス - 阪急電鉄の旧社章に類似した社章を現在も使用しているが（ただしバス車体には「H」のイニシャルに「HANKYU」の文字が入ったマークが使われる）、円形の6つの角は1つ少ない5つになっている点が異なる。
  - 阪急百貨店 - 旧社章・商標。旧・阪神急行電鉄の社章を囲む丸の内側にさらに細い丸を加えて2重にしたものであったが、阪急阪神百貨店の発足により現在は変更されている。
- 大阪電気軌道 （近畿日本鉄道）- 社章。大阪市章の澪標と図案化した「奈」を組み合わせて阪奈間を結ぶ鉄道であることを示した[4]。このほか、子会社の関西急行電鉄の社章にも澪標が取り入れられている。
- 旧細江町 - 町章・町旗。制定は昭和31年（1956年）。

市旗（大阪市）
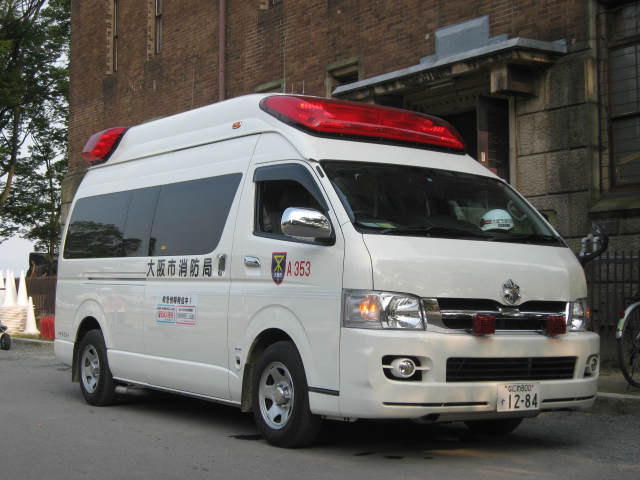
救急車の運転席ドアに描かれた局章（大阪市消防局）
局章（大阪市交通局）および社章（大阪市高速電気軌道）
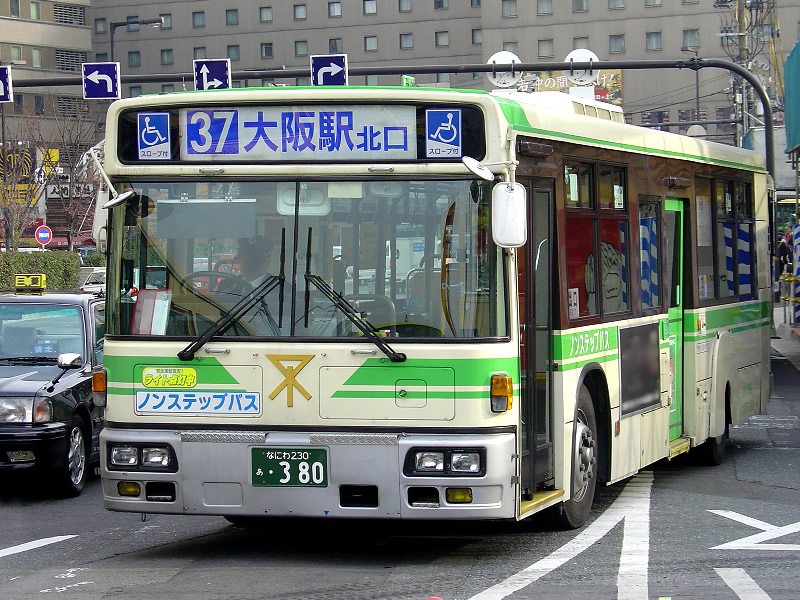
車体前面に付された市章（大阪市交通局）
市旗（高槻市）
市旗（泉佐野市）
社章（京阪電気鉄道）
社章（新京阪鉄道）
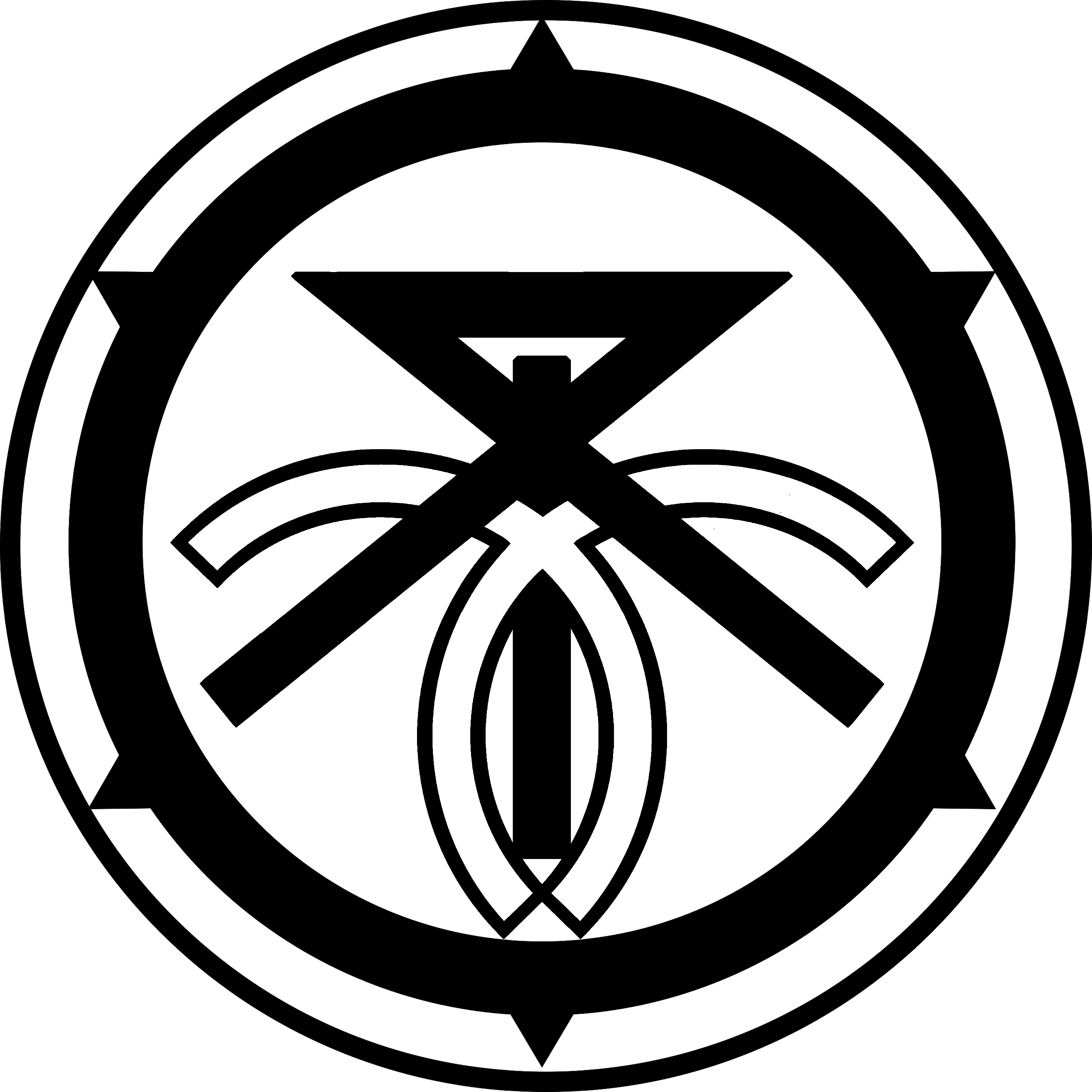
旧社章（阪急電鉄）
社章（大阪電気軌道）
社章（関西急行電鉄）